# Callicore excelsior
Espèce
Callicore excelsior est une espèce de lépidoptères (papillons) de la famille des Nymphalidae et de la sous-famille des Biblidinae et du genre Callicore.

## Dénomination
Callicore excelsior a été décrit par William Chapman Hewitson en 1857 sous le nom initial de Catagramma excelsior.

### Noms vernaculaires
Callicore excelsior se nomme Superb Numberwing en anglais.

### Sous-espèces

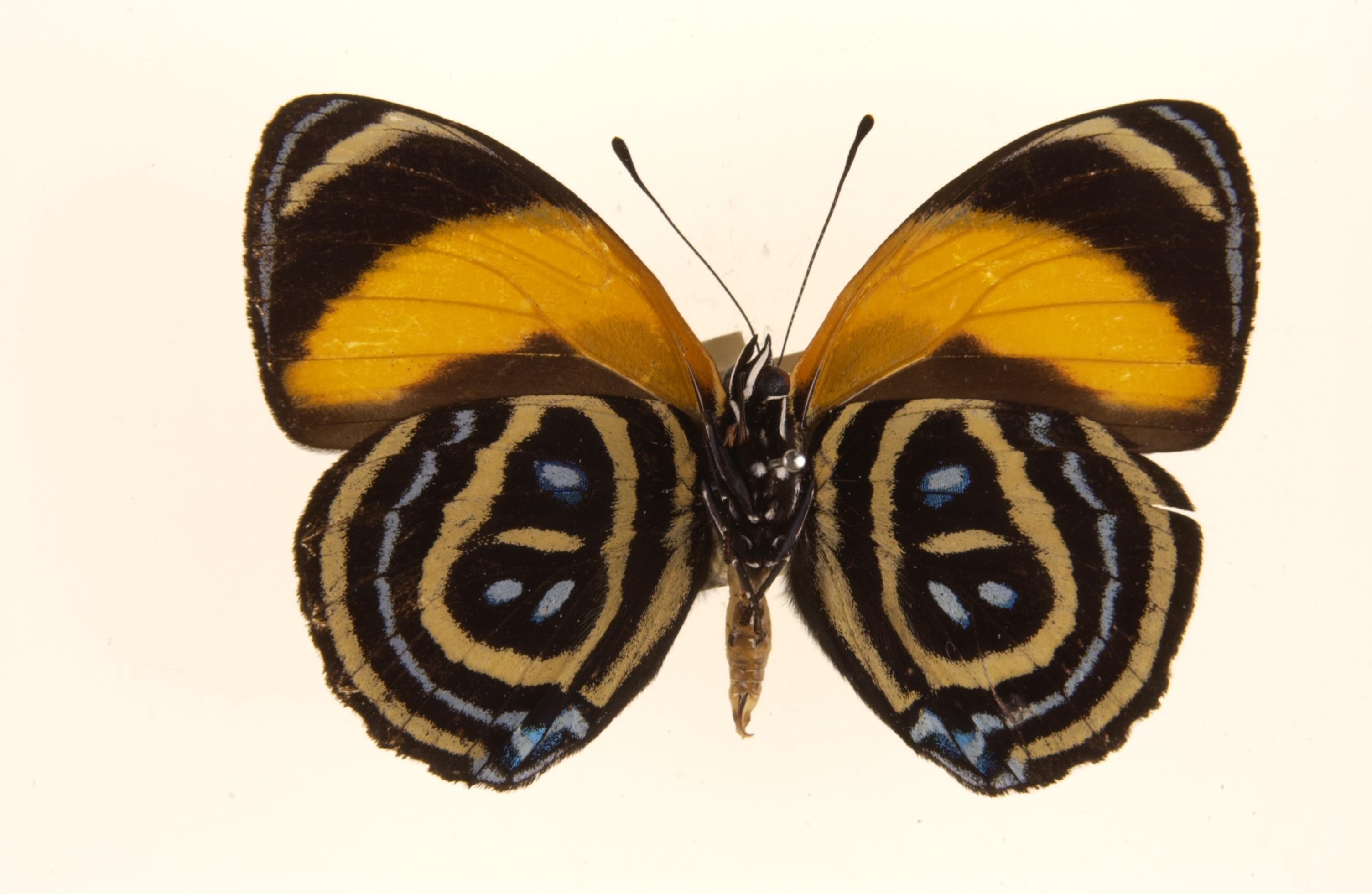
Callicore excelsior pastazza revers

- Callicore excelsior excelsior, présent au Brésil.
- Callicore excelsior arirambae (Ducke, 1913); présent au Brésil.
- Callicore excelsior elatior (Oberthür, 1916); présent en Équateur
- Callicore excelsior excelsissima (Staudinger, [1885]); présent au Brésil.
- Callicore excelsior inferior (Butler, 1877); présent en Équateur et au Pérou.
- Callicore excelsior marisolae Neukirchen, 1995; présent au Brésil.
- Callicore excelsior mauensis (Fassl, 1922); présent au Brésil.
- Callicore excelsior michaeli (Staudinger, 1890); présent au Brésil.
- Callicore excelsior micheneri (Dillon, 1948); présent en Colombie et en Équateur.
- Callicore excelsior ockendeni (Oberthür, 1916); présent au Pérou.
- Callicore excelsior pastazza (Staudinger, 1886)); présent au Pérou.
- Callicore excelsior splendida (Weymer, 1890); présent au Pérou[1].

## Description
Callicore excelsior est un papillon d'une envergure d'environ 64 mm, au dessus de couleur noire avec aux ailes antérieures une très large bande jaune partant de la base du bord costal et allant rejoindre l'angle externe et aux ailes postérieures une flaque bleue proche du bord costal sur ses 2/3 à partir de l'angle anal.
Le revers des ailes antérieures présente la même très large bande jaune que le dessus alors que les ailes postérieures sont ornementées de rayures beige dont une submarginale bleue doublée d'une ligne de marques bleues et une ligne beige limitant une plage séparée en deux et pupillé de bleu.

## Biologie
Sa biologie est mal connue.

## Écologie et distribution
Callicore excelsior est présent au Mexique, au Costa Rica, au Guatemala, à Panama, en Colombie, en Équateur et au Pérou.

### Biotope
Callicore excelsior réside dans la forêt tropicale humide du côté est des Andes.

### Protection
Pas de statut de protection particulier.